# 黄墩镇 (宿迁市)
黄墩镇，是中华人民共和国江苏省宿迁市宿豫区下辖的一个乡镇级行政单位。

## 行政区划
黄墩镇下辖以下地区：
曹瓦社区、李甸社区、曹甸村、马桥村、尚营村、魏场村、英庄村和柳湖村。